# Joseph Hoolans

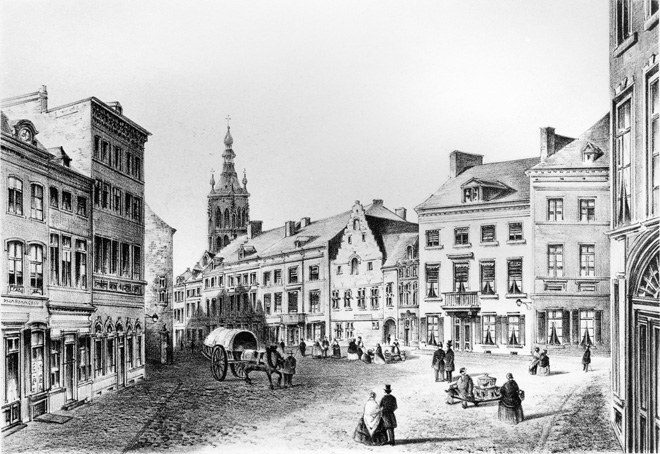
Zicht op Tienen (1858) door Joseph Hoolans

Charles-Joseph Hoolans (Brussel, 26 januari 1814 – ?, 1872) was een Belgisch lithograaf werkzaam rond het midden van de 19de eeuw.

## Werk
Hoolans was gespecialiseerd in het tekenen van topografische prenten van steden en dorpen die daarna in lithodruk verspreid werden.
Hij was een autodidact en begon te werken voor lithograaf H. Borremans. Hij publiceerde er drie reeksen met litho's over Lessen, Geraardsbergen en Ninove.
Vanaf het midden van de 19e eeuw werkte Hoolans zelfstandig en was onder meer actief in Verviers (1857), Dison (1857), Limburg, Hoei, Tienen (1858), Sint-Truiden, Hasselt, Tongeren (1860), Halle (1864), Diest, Aalst en Aarschot. Alle studietekeningen naar de natuur die hij ter voorbereiding van zijn 'Vues de Belgique' maakte worden bewaard in de Koninklijke Bibliotheek van België. Elk stuk bevat in potlood een signatuur met de vermelding 'dessiné d'après nature' en de datum van de dag waarop hij de tekening maakte. Alle tekeningen zijn in potlood uitgevoerd en een groot aantal is daarna bewerkt met pen in bruine inkt of met bruine inkt gewassen. De kunstenaar zelf zette al de tekeningen in lithografie om. 
Litho’s met zijn werken werden uitgegeven door de lithografische drukkerijen Simonau & Toovey in Brussel en Ernest Roose in Hasselt.  Zijn werk staat stilistisch dicht bij dat van Adrien Canelle en is van groot belang voor de historiek van de steden of dorpen die voorgesteld zijn, in de overgang van een rurale naar een industriële gemeenschap.

## Verzamelingen
- Aalst, Stedelijk Museum
- Brussel, Koninklijke Bibliotheek – Prentenkabinet
- Universiteitsbibliotheek Gent
- Verviers, Musées Communaux
- Hasselt, Het Stadsmus